# Захарова Поліна Володимирівна
Поліна Володимирівна Захарова (нар. 1 грудня 1994) — українська легкоатлетка, яка спеціалізується в бігу на ультрамарафонські дистанції та трейлі. Виступає на у змаганнях найвищого рівня зі спортивного орієнтування, рогейна та спортивної радіопеленгації.

## Із життєпису
Народилась у Красноярському краї, Російська Федерація.
У дворічному віці переїхала жити до Вінниці, де закінчила Вінницький державний педагогічний університет імені Михайла Коцюбинського за спеціальністю «тренер».
Розпочала серйозні заняття спортом (спортивне орієнтування) у 14 років. Починаючи з 15 років бігає рогейни.
Багаторазова чемпіонка та призерка чемпіонатів України зі спортивного орієнтування.
Багаторазова чемпіонка та призерка чемпіонатів світу, Європи та України з рогейну.
Призерка чемпіоната Європи зі спортивної радіопеленгації.
Багаторазова переможниця трейлових змагань Chornohora Sky Marathon (60 км; 2018, 2019, 2020).
Переможниця трейлових забігів «Bojko Trail» (46 км; 2018), «Wet Hills» (42 км; 2018), «Ice Trail» (53 км; 2019), «Burning Heads Trail» (50 км; 2019), «Trail Karpatia Marathon» (42 км; 2020).
Чемпіонка України з трейлу на дистанції 40 км (2021).
Працювала тренеркою у Школі розвитку функціональної сили та витривалості «Endurance School» (Київ) з підготовки спортсменів до різних змагань на витривалість (трейл, рогейн, спортивне орієнтування).
Майстер спорту України зі спортивного орієнтування, майстер спорту України з радіопеленгації.
На національних змаганнях представляє місто Київ.